# 화이트데이: 학교라는 이름의 미궁
《화이트데이: 학교라는 이름의 미궁》(White day: A labyrinth named school)은 화이트데이 전날 밤 연두고등학교에서 벌어지는 오컬트적인 사건들을 다룬 1인칭 호러 어드벤처 게임이다. 동양적 공포를 잘 살렸다는 평가를 받았으나 상업적인 성공은 거두지 못했고, 2001년 한국의 게임 개발사 손노리가 개발, 배급하였으며, 손노리가 낸 마지막 패키지 게임이기도 하다.
본 작품의 또 다른 리메이크 작품이 2015년 11월 19일 모바일로 발매되었고, 2017년에는 스팀과 플레이스테이션 4로 리메이크하여 발매되었다.

## 개요
동물원 (밴드)의 기억속으로와 황병기의 가야금곡 《미궁》과 레이니 선의 Palobina가 게임의 배경음악과 프롤로그,(특정 엔딩의 닫는 곡으로 쓰였으며, 게임의 분위기와 잘 맞아떨어져 큰 호응을 얻었다.
게임을 출시하기 앞서, 게임을 홍보하기 위해 2001년 10월 20일부터 약 3개월 동안 극장(서울시네마 1관, 동대문 MMC 7, 8관, 시네코아 1관, ZOOOOZ 1관)에서 광고를 상영하기도 했다.
《화이트데이》는 어드벤처 게임으로는 드물게 플레이어들의 실력을 가늠하기 위한 인터넷 랭킹 서비스를 지원하고 있다. 게임의 버전이 1.01 이상일 경우 난이도 별로 엔딩 뒤에 나오는 패스워드를 게임의 공식 웹사이트에 입력하면 랭킹에 등록할 수 있다. 버전 1.10에서 "왕이지", "왕리얼"의 난이도 수준이 추가되었는데, 왕이지로 엔딩을 볼 경우 랭킹에는 등록할 수 없다. 2007년 2월 23일 이전에 계정을 생성한 사용자만이 등록할 수 있다.
손노리는 게임을 발매할 당시 불법 유포를 막고자 와레즈나 웹하드를 통해 게임이 공유되는 현장을 찍어서 보내달라는 네티즌들에게 요청하는 등의 노력을 하였으나 그다지 호응을 얻지 못했다. 이에 1.10 패치에서는 코드 인증 시스템을 추가하여 불법 행위를 막고자 했다. 패치한 뒤에는 반드시 공식 웹사이트에서 인증 코드를 발급 받아야만 게임을 정상적으로 실동할 수 있도록 게임의 구동 구조를 변경한 것이다. 하지만 정품 사용자임에도 인증을 받을 수 없는 문제가 종종 발생했고, 결국 손노리는 2007년 7월 19일 인증 관련 패치를 제공했고, 더 이상 코드 인증 시스템은 작동하지 않는다.
그 이후 원제작사인 손노리가 아닌 엔트리브 소프트에서 피쳐폰으로 플레이가능한 모바일버전으로 리메이크를 하였다. 원작과는 달리, 3D가 아닌 2D로 검은방 2같은 방식을 선보였다. 출시 직전까지 많은 관심을 받았으며, 2009년 7월 중순에 SK를 통하여 베타테스터를 선보였다. 같은 해 7월 31일에 정식으로 출시가 되었다.
하지만 그다지 호응을 얻지 못하고 2015년 11월 19일,T스토어를 통해 손노리 이원술 대표가 대표로 있는 로이 게임즈가 화이트데이: 학교라는 이름의 미궁 (2015년 비디오 게임)을 출시한다.

## 개발 과정
화이트데이는 1998년부터 2001년까지 개발되었다. 개발하는 도중에 부제목을 계속해서 바꾸어 개발했는데, 그 제목들은 고스트 스쿨 → 피의 축제 → 유령학교의 비극 → (현버전)학교라는 이름의 미궁으로 순서대로 개발하였으나, 고스트 스쿨은 손노리가 게임 홍보영상만 만들었고,고스트 스쿨은 피의 축제의 뼈대라고 보면 된다. 피의 축제는 만들던 도중 유령학교의 비극으로 수정되었고, 유령학교의 비극은 개발도중 학교라는 이름의 미궁으로 변경되었다. 유령학교의 비극은 영국의 ECTS (European Computer Trade Show)에서 소개되었고, 그 버전이 유출되어 지금도 플레이해볼 수 있다. 그리고 학교라는 이름의 미궁 (현버전)으로 다시 바뀌어 판매되었다.

## 등장 인물
이희민
플레이어가 조종하는 인물로 남주인공이자 연두고등학교에 얼마 전 전학 온 남학생으로, 꽤나 평범하게 생겼지만 과묵하고 소심한 성격으로 그다지 눈에 잘 띄지 않는 평범한 고교생이다. 3월 13일 밤 10시, 자신이 짝사랑하는 같은 반 여학생 소영이에게 화이트데이 사탕을 주러 학교에 들어온다. 하지만 학교 문은 닫히게 되고 학교에 갇히게 된다. 짝사랑하는 이에게 사탕을 주러 밤중에 학교에 들어온 것을 보면 소심하다고 할 수도 없다.
한소영 (성우 - 이지영)
본래 밝은 모습이었던 그녀는 몇 년 전 언니인 한나영을 잃은 뒤로 어두운 성격이 되었다. 그리고 나이에 어울리지 않게 침착하고 냉정한 모습을 갖게 되었다. 이런 탓에 주변엔 친구들이 별로 없고, 혼자 사색에 젖어있을 때가 많다. 또한 밤에 학교에 들어오기도 한다. 친구라면 어릴 적부터 단짝이었던 지현이와 다른 몇몇 아이들밖에 없다. 하지만 예쁘장한 미모로 그녀를 모르는 사람은 없다.
김성아 (성우 - 양정화)
그녀는 소영이와 같은 반이다. 늦은 시간에 학교에 들어온 소영이와 지현이를 걱정하고 있다. 낯선 여러분에게 적대감을 표시하지만, 많은 도움을 준다. 성아는 적극적이고 활발한 성격이라서 때로는 거칠어 보이기도 한다.
설지현 (성우 - 안주현)
소영, 성아, 희민과 같은 반 학생으로, 소영이의 몇 안 되는 친구 중 하나이다. 소영이와는 어릴 적부터 단짝 친구여서 소영이의 비밀을 많이 알고 있다. 소영이 덕분에 알게 된 성아와도 꽤 친한 편이다. 주인공인 희민에게 비교적 호의적이다. 조용하고 조심스런 성격을 갖고 있다.

## 나오는 귀신
머리귀신
본관 1구역, 2구역에서 잠시동안 가만히 있으면 나오며 나타날때 종이 찢는 비슷한 소리가 나지만 이미 제작진이 못(?)같은걸로 시멘트 벽을 긁는 소리라고 언급했다. 가만히 있으면 데미지를 주고 사라진다. 앉아 있을 때에는 "거기 있으면 내가 모를줄 알았니?" 라며 데미지를 주고 사라진다. 이때 수위가 나타날 가능성도 있다. 참고로 신관에는 나오지 않는다.
칠판귀신
본관 1구역의 2-4반, 2-11반에서 나타나며, 앞문이나 뒷문으로 왔을 때 칠판에 분필로 뭔가를 쓰는 소리가 난다. 데이터는 2d파일로 이루어져 있지만 그 모습은 보이지 않는다.
목매단 귀신
연두 고등학교 모든 곳에서 나오며 특정 이벤트때 나타나 주인공에게 힌트를 준다. 소리 없이 나타나서 깜짝 놀래킬때가 많다.
발소리귀신
본관 1구역에 있는 강당 통로에서 나온다. 목매단 귀신 이벤트를 보고 왼쪽에 문이 하나 있는데, 그 안쪽으로 들어가서 맨 끝에 있는 문을 조사하면 전등이 켜졌다 꺼졌다 하며 발소리가 다가온다. 하지만 모습은 보이지 않는다. 또 발소리귀신은 발목을 잡아 플레이어를 느리게 만들며, 아래를 내려다보면 떨어진다.
귀목(나무 귀신)
2-8반,2-2반 교실에 나타난다. 본관 1구역 나영이 이벤트후 2층 교실 중앙통로 끝으로 가면 귀목 이벤트가 나온다.2-2반 교실에 있는 뿌리를 공략해야 한다. 체육실의 화학용제를 꺼내오면 된다.
화장실귀신(남)
본관 2구역 3층 남자 화장실에서 나오며, 화장실에서 불을 켜면 귀신이 끈다. 모습은 나오지 않는다. 매우 짜증나는 귀신중의 하나다.
화장실귀신(여)
본관 2구역 1층 여자 화장실에서 나오며, 여자 화장실의 입구를 서성거리면 문이 열렸다 닫혔다 한다. 모습은 보이지 않는다.
여우령
본관에서 신관가는 통로 입구에 토의 부적을 꽂지 않고 그냥 가면 미궁 같은 통로가 계속되면서 여우야 여우야 뭐하니~ 라는 소리가 들린다, 그런데도 무시하고 계속 전진하게 되면 갑자기 "살았다!"라고 고함을 질러 유저를 놀라게하는 귀신중 하나다, 하지만 모습은 보이지 않는다. 토의 부적을 꽂으면 사라지고, 미로도 풀린다.
인체모형
본관 2구역 4층 생물실에 있다. 현기증이 나면 주인공에게 다가온다. 회복되면 제자리로 돌아가며 원위치로 갔을 때 인체 모형 이 주인공에게 부딪쳤을 때 인체모형이 있었던 자리의 아래를 조사해보면 위생장갑이 있다. 이걸로 수위에게 똥침을 놓을 수 있다.(참고로 노멀모드부터 현기증이 나므로 왕이지모드와 이지모드에서는 위생장갑을 얻을 수 없다.)
거미귀신
신관에서만 나오는 귀신이며 음악감상실과 3학년반에서 랜덤으로 나오며 천장위를 기어다닌다. 한번 만나면 쫓아와서 반대편으로 플레이어를 쳐내버린다. 이때 도망치면 따라오는데 그때 쳐지면 학교 밖으로 나가지거나 그 교실로 돌아간다. 교실에서 맞아도 학교 밖으로 나가지는 경우가 있는데 이러면 재시작 해야한다. 데미지가 엄청나서 한번만 맞아도 회복 아이템을 먹어야 한다. 참고로 빠져나오기 어렵기 때문에 만나면 가장 곤란하다.
도플갱어
신관 무용실에 있는 귀신으로, 오디오에 CD를 넣으면 거울을 두드리는 소리와 함께 등장한다.장풍을 발사하고 가시를 소환하며 머리를 벽에 두드리는 행동들로 유저를 공격한다. 거울과 공명을 일으키는 자리에 오디오를 옮기면 거울이 깨지며 물리칠 수 있다. 시간이 지날수록 데미지도 커지고 눈도 빨갛게 변한다.
미궁의 주인
미궁에서 나오는 귀신이다. 강당에서 정체를 밝혀내고 미궁에 와서야 비로소 자신의 몸을 드러낸다. 미궁 곳곳에 흩어져 있는 부적을 모으면 어디론가 이동하는데, 이곳에서 길이 붕괴되어 추락하여 죽는다.
아기귀신
본관 2구역 미술실에서 어느 한 문 앞으로 가다보면 갑자기 손을 뻩으며 나타난다. 분실물센터에서 주운 흙인형을 굽고 식히고 다시 굽고 물로 씻어내어 주면 그대로 사라진다. 제한시간내에 흙인형을 주지 못할 경우 학교가 지진으로 무너지게 된다.
사이렌귀신
본관 1구역 기계실습실에서 나타난다. 성아 이벤트때 갑자기 소리를 낸다. 환풍구를 통해 기계실습실로 가서 배전함의 스위치를 눌러 4개의 불이 전부 같은색을 띄게 되면 사라진다. 없어지게 되면 배전함 옆에 있는 금고가 열리게 되는데, 이 안에는 가사실 열쇠와 부적이 있다.
발목귀신
신관 은미 이벤트때 나타난다. 이 귀신에게 발목을 잡히면 이동불가가 된다. 아래를 보면 놓아준다.
음악선생님
신관 어학실의 테이프를 건드리면 나타난다. 푸른색의 타원모양을 띤 형태이다. 2000년에 학교에서 자살한 교사라고 추정이 된다. 말이 다 끝나면 파란색 카드키를 준다.
물귀신
신관 옥상에서 나타나는 귀신이다. 엘로드가 교차한데로 가면 공격한다. 건너편에 있는 문에 꽃힌 수의 부적을 뽑으면 사라진다.
손노리군
신관에서 손달수의 뒷주머니에 있는 P의열쇠를 얻어 자판기를 열면 나타난다. 점프하는 순간 머리가 끼이는데 이때 머리를 빼주면 도시락 10개를 준다.만약 손노리군을 소환하고 수위에게 발각되거나 수위에게 쫓기는 상황이라면 비명을 지르며 사라진다.
거울귀신
신관에서 안쪽 노란색키 문 앞에 화장실에 들어가서 거울을 보면 주인공인 희민의 얼굴이 보이지 않는다. 데미지는 없다.

## 진행

### 게임플레이
《화이트데이》는 학교를 배경으로 호러 요소를 지닌 어드벤처 게임이다. 이벤트를 제외한 모든 게임 진행은 주인공 시점인 1인칭으로 진행한다. 줄거리는 음양오행설을 바탕으로 밤의 학교에서의 탈출 소동을 그린다. 게임에는 밖으로 나가기 위해 주인공에게 협조하는 여학생들과 아무 말없이 도와 주는 여자 귀신의 조력자 말고도, 주인공의 적이 되는 수위가 있다. 수위는 귀신에 홀린 채로 일정한 경로로 순찰을 돌고, 보통 사람보다 기묘하게 힘이 세고 빠르며, 소리에도 민감하게 반응한다. 주인공을 발견하면 호루라기를 불며 맹렬하게 추격하고, 그로부터 달아나려면 수위의 눈에서 보이지 않을 때까지 뛰어, 어두운 방에 들어가 커다란 물체 뒤에 숨어서 그가 돌아갈 때까지 기다려야 한다. 그 상태로 어느 정도 시간이 흐르면 수위는 추격을 포기하고 다시 순찰을 돈다. 이 밖에도 다른 이벤트로 위협을 받으며 주어진 문제를 해결하거나, 어떤 조건을 만족시키고, 최종적으로는 특정 여학생과의 친분을 쌓아 맺는 것이 목표이다.
높은 곳에서 떨어지거나 수위에게 맞게 되면, 화면이 점차 붉어지고 심장이 가쁘게 뛰는 소리를 들을 수 있다. 그와 함께 달리는 속도가 느려지고 오래 달렸을 경우 현기증이 더 빠르게 찾아온다. 복도 곳곳에 배치된 자판기에 500원 동전을 넣어 커피나 두유, 도시락을 사 체력을 회복할 수 있다.

### 줄거리
전학 온 지 얼마 되지 않은 남학생 희민은 어느날 벤치에 앉아 있는 또래 여학생(한소영)에게 반하게 된다. 갑작스럽게 불어온 바람에 땅바닥에 떨어진 그녀의 사진을 줍지만 이내 낚아채듯 빼앗기고 친구와 함께 사라진 자리에는 그녀의 다이어리가 남겨졌다. 다이어리의 주인이 2학년 8반의 소영임을 알게 되고, 다시 돌려주면서 소영의 자리에 몰래 사탕을 넣어 마음을 전하기로 결심한 희민은 밤을 틈타 학교에 숨어들기로 한다.
같은 날 저녁 10시, 희민은 누군가 엿보고 있다는 기분에도 아랑곳없이 건물 안에 들어서고, 순식간에 출입문이 잠겨버린다. 그리고 학교 안에는 생각지도 못하게 소영의 친구인 지현과 성아, 그리고 자신의 마음을 전하고자 했던 소영까지 있었다. 왜인지 수위는 정신이 나간 것처럼 호루라기를 불며 맹렬하게 쫓아오고, 희민은 여자아이들과 함께 미궁이 되어버린 학교에서 빠져나가려 한다.

### 배경
연두고등학교는 흔히 풍수가 좋다고 알려진 명당 자리에 지은 건물이다. 그러나 건물을 지은 뒤 풍수의 기운이 역행하여, 건물 안의 사람들은 생기를 빼앗기게 된다. 사람들이 알 수 없는 이유로 죽어나가자, 학교 관계자들은 뒤늦게 대책을 세워 풍수사에게서 도움을 구한다. 풍수사는 복숭아 나무로 만든 부적으로 다섯개의 진(陳)을 만들어 나쁜 기운이 흐르지 못하게 각각 제 1, 2 본관과 신관, 강당에 결계를 쳤다. 그러나 결계는 오히려 학생들의 기를 빼앗고 영혼들을 가두는 역할을 하게 되어 버린다.
새로 부임해온 음악교사는 학교의 비밀에 대해 눈치채고 있었고, 학교에서 뿜어져 나오는 강한 기운을 역이용하면 사람을 되살릴 수도 있다고 믿어 그를 증명하기 위해 노력하고 있었다. 어느 날, 1998년에 있었던 가정실습실 화재사건에서 천식으로 인한 호흡 곤란을 일으켜 죽었던 성아가 나타나 음악교사에게 자신을 살려주기를 요청했다. 의식은 자신이 맡고 성아가 자신이 되살아날 그릇으로 지목한 소영의 언니 나영과 함께 의식을 치르기 시작했으나, 의식은 실패로 돌아간다. 얼마 뒤, 나영이 목을 메어 자살하자 음악교사 또한 죄책감을 안고 자살한다.
희민이 전학올 무렵, 이미 결계는 한계에 달했었고 안에 갇힌 넋들의 기운이 결계보다 더 강해지고 있었다.

### 엔딩
엔딩의 이름은 꽃이름을 따왔다. 괄호 안은 그 꽃의 꽃말이다. 각 제목의 앞글자를 따면 WHITE DAY(화이트데이)가 된다.

#### 이희민 배드엔딩
Yew (주목 - 죽음)
조건: 플레이 중에 게임 오버를 당한다.
내용: 희민이 사망한다. / 아기귀신으로 인해 학교가 무너진다. / 가스가 폭발한다. / 시간초과 (하드,왕리얼-왕이지*이지모드는 해당없음.)

#### 한소영 루트 엔딩
White Chrysanthemum (하얀 국화 - 진실)
조건: 본관 1구역에서 다이어리를 돌려준다고 말하며, 녹음실을 확인한다. 소영에게 좋은 대답을 해주며, 신관에서 다이어리를 돌려준다. 정신을 잃은 소영을 데리고 미궁에서 함께 탈출한다.
내용: 운동장에서 깨어난 소영이는 학교를 잠시 바라보고는 희민에게 포옹을 한다. 그리고, 자신의 언니인 나영과 나영의 친구인 성아에 대해 이야기하며 함께 어딘가에 있을 지현을 찾으러 간다.
Hyacinth (자주빛 히아신스 - 슬픔 / 나를 용서해줘)
조건: White Chrysanthemum또는 Dandelion의 조건을 달성하지만 붕괴하는 미궁에서 소영을 버려두고 혼자 빠져나온다.
내용: 희민은 학교 뒤뜰에서 정신을 차리고, 학교를 바라보자 거기에는 나영이 노려보고 있었다. 그는 그 모습에 겁이 질려 도망치듯 교문을 빠져나간다.
Dandelion (민들레 - 성실 / 행복)
조건: 소영과의 이벤트를 보는 방향으로 진행하되, 그녀와 좋지 않은 감정을 가진 상태에서 소영을 데리고 미궁에서 탈출한다.
내용: 소영은 자신을 깨워준 희민과 악수만을 나누고 헤어진다.

#### 설지현 루트 엔딩
Ivy (담쟁이덩굴 - 우정)
조건: 지현에게 좋은 말만 해주며, 마지막에 지현을 돌보며 삐어버린 발을 마시지 해준다.
내용: 희민의 솜씨에 지현은 아파하면서도 놀라워 하는 도중, 강당에 갑자기 하얀 연기가 위로 올라간다. 지현은 그 광경을 바라보며 희민의 어깨에 머리를 천천히 기댄다. 이 엔딩은 단순한 해피엔딩이 아닐지도 모른다. 중요한건, 결국 두 사람이 학교에서 탈출하지 않았다는 것이다. 엔딩 이벤트 진행중에 지현이 말하는대로 그들의 주변에 따듯한 기운이 퍼지는 듯 하는데, 이것은 지현과 주인공 희민이 사망하여 하늘로 승천하는 것을 표현하는지도 모른다.
Althea (접시꽃 - 열렬한 사랑)
조건: 지현에게 좋지 않은 대답만 하고, 지현의 상처를 돌봐준다.
내용: 희민은 정성껏 지현의 삔 발을 마사지를 해주지만, 오히려 아프다며 화를 낸다. 그때 성아가 나타나 안도하며 괜찮냐고 묻고, 지현은 다시 걸을 수 있다는 듯 고개를 끄덕이며 무대의 좌측 문으로 나간다. 따라나서던 성아가 돌연 돌아서서 희민을 노려본다.

#### 김성아 루트 엔딩
Tuberose (튜베로즈 - 위험한 쾌락)
조건: 성아가 끝까지 몰아붙이더라도 성실하게 대답하고, 지현이 외에 다른 아이들을 찾는다.
내용: 화의 부적을 꽂는 문 앞에서 만난 성아는 이전까지의 행동은 온데간데 없이 희민을 상냥하게 걱정해준다. 그리고 소영이 큰 욕심을 냈다고 악담을 하며 운동장으로 나간다. 한편, 학교에 남아있던 소영은 희민과 성아가 밖으로 나가는 모습을 보고 창문을 두드리며 자신이 안에 있음을 알린다. 그러나, 희민에게는 단지 바람에 창문이 흔들리는 것 같이 아무것도 보이지 않고, 다시 몸을 돌려 교문을 나선다. 그 모습에 소영은 눈물을 흘림과 함께 좌절하며 옆에 있던 언니 나영과 함께 사라지고, 희민을 뒤따르던 성아는 미소 짓는다.
Ebony (흑단 - 위선 / 암흑)
조건: 성아의 질문에 항상 나쁜 감정이 실린 대답을 하고, 지현 이외에 다른 아이들을 찾는다고 선택한다.
내용: 화의 부적을 꽂는 문에 다가갔을 때 성아를 보게 된다. 희민을 보며 걱정하듯이 말하던 성아는 앞으로 아는 척이라도 하자며, "정말 바보야"란 말을 남기고는 훌쩍 사라진다.

## 피쳐폰 버전 (2009년 작)

### 피쳐폰판 만의 진행 방식의 특이점
피처폰 버전 화이트데이는 2D로 검은방과 같은 플레이 방식을 선보였다. 하지만 복도같은 곳은 원작과 같이 직접 움직일 수가 있으며 검은방과는 또다른 플레이를 선보인다. 그리고 원작과 달리 캐릭터의 작화도 달라졌고 분해,조합의 시스템,새로운 귀신,새로운 엔딩과 이야기를 선보였다.

### 세이브
화이트데이 모바일은 원작과 같이 세이브를 직접 게임화면에 있는 사인펜으로 저장하게 만들어 한정된 저장으로 무서움을 극대화했다. 하지만 모바일게임의 큰 특징인 심심할 때 하는 특징을 없애고 몇 시간씩 집중해야 할 수 있는 게임을 만들었다. 사인펜 대신 메모장이라는 세이브 아이템이 있지만 사인펜과 달리 특정한 장소에서 저장하는 것이 아닌 '퀵세이브'를 할 수가 있다. 하지만 이 세이브 시스템으로 모바일 화이트데이의 평점을 깎는 계기가 되었다. 바로 유료 아이템이다. 게임내 사인펜은 한정되어 있다. 그래서 사인펜이 떨어지면 돈을 내고 사라는 뜻이다. 물론 게임내 사인펜으로 게임을 클리어할 수가 있지만 거의 대부분 사람들은 사인펜이 턱없이 부족했다. 하지만 엔트리브 소프트는 8월 1일부터 사인펜 3개를 살 수 있는 동전 5개를 지급하고 있다.

### 새로운 귀신
원작과는 달리 모바일 화이트데이에는 새로운 귀신을 대거 추가하였다. 예를 들면 원작의 '머리귀신' 대신 모바일은 '구슬귀신'이 추가되는등 못보던 귀신과 함께 구버전의 귀신도 대거 추가되었다.

#### 아이템
게임을 플레이하다 보면 귀신의 공격이나 수위의 공격을 받을 수가 있다. 이때 필요한 것은 아이템이다. 아이템은 게임내 동전으로 살 수가 있다. 게임내 동전은 한정돼 있어서 아이템의 개수도 한정되어 있다. 아이템은 자판기로 살 수가 있지만 게임 내에서도 잘 살펴보면 아이템을 발견할 수가 있다. 동전은 네트워크로 구입도 가능하다.

## 참고
1. 1 2  Justin Calvert (2003년 11월 17일). “WhiteDay confirmed for UK”. 게임스팟. 2007년 10월 2일에 확인함.
2. ↑  “황병기 가야금곡 '미궁' 게임 배경음악으로”. 세계일보. 2000년 7월 17일. 2007년 9월 27일에 원본 문서에서 보존된 문서. 2007년 8월 7일에 확인함.
3. ↑  이승현 (2001년 6월 9일). “화이트데이, 레이니 선의 노래를 배경음악으로 선택”. 게임스팟 코리아. 2007년 9월 12일에 확인함.[깨진 링크(과거 내용 찾기)]
4. ↑  윤형종 (2001년 10월 16일). “화이트데이 극장광고 실시!”. 게임동아. 2005년 11월 27일에 원본 문서에서 보존된 문서. 2007년 10월 1일에 확인함.
5. ↑  윤현종 (2001년 9월 27일). “화이트데이 불법유포 방지노력”. 게임동아. 2007년 9월 28일에 원본 문서에서 보존된 문서. 2007년 9월 12일에 확인함.
6. ↑  트레이 워커 (2000년 10월 20일). “손노리, 화이트데이 패치 1.10 버전 공개”. 게임스팟 코리아. 2007년 10월 1일에 확인함. [깨진 링크(과거 내용 찾기)]